# FIA E-Rally Regularity Cup 2021
La FIA E-Rally Regularity Cup 2021 è stata la stagione 2021 del Campionato del mondo di rally per veicoli ad alimentazione elettrica organizzato dalla Federazione Internazionale dell'Automobile e sviluppato in gare di regolarità e minor consumo. Prevedeva lo svolgimento di otto gare di regolarità in sette paesi.

## Calendario e risultati
| Data                | Gara                                  | Coefficiente | 1º posto                                                                    | 2º posto                                                            | 3º posto                                                              |
| ------------------- | ------------------------------------- | ------------ | --------------------------------------------------------------------------- | ------------------------------------------------------------------- | --------------------------------------------------------------------- |
| 16-18 aprile 2021   | Eco Rallye de la Comunitat Valenciana | 1,5          | Eneko Conde Pujana (pilota) Loren Serrano (co-pilota)                       | Txema Foronda (pilota) Pilar Rodas (co-pilota)                      | Óscar García Blánquez (pilota) Sergio Marco Lucas (co-pilota)         |
| 16-18 aprile 2021   | Eco Rallye de la Comunitat Valenciana | 1,5          | Kia eNiro                                                                   | Hyundai Kona                                                        | Volkswagen ID.4                                                       |
| 20-22 maggio 2021   | Czech New Energies Rallye             | 1,5          | Michal Žďárský (pilota) Jakub Nábělek (co-pilota)                           | Pavel Huňáček (pilota) Vojtěch Formánek (co-pilota)                 | Guido Guerrini (pilota) Francesca Olivoni (co-pilota)                 |
| 20-22 maggio 2021   | Czech New Energies Rallye             | 1,5          | Kia eNiro                                                                   | Kia eSoul                                                           | Volkswagen ID.4                                                       |
| 19-20 giugno 2021   | Oeiras Eco Rally Portugal             | 1,5          | Eneko Conde Pujana (pilota) Loren Serrano (co-pilota)                       | Pedro Morais (pilota) Silvia Coutinho (co-pilota)                   | José Ignacio Marcos (pilota) Alfonso Oairbide Askondo (co-pilota)     |
| 19-20 giugno 2021   | Oeiras Eco Rally Portugal             | 1,5          | Kia eNiro                                                                   | BMW i3                                                              | Kia eSoul                                                             |
| 8-10 luglio 2021    | eRally Iceland                        | 2            | Gunnlaugur Steinar Guðmundsson (pilota) Patrekur Atli Njálsson (co-pilota)  | Didier Malga (pilota) Anne-Valérie Bonnel (co-pilota)               | Hákon Darri Jökulsson (pilota) Hinrik Haralddon (co-pilota)           |
| 8-10 luglio 2021    | eRally Iceland                        | 2            | Volkswagen ID.4                                                             | Peugeot e208                                                        | Tesla Model 3                                                         |
| 9-10 settembre 2021 | Mahle Eco Rally                       | 1,5          | Eneko Conde Pujana (pilota) Loren Serrano (co-pilota)                       | Michal Žďárský (pilota) Jakub Nábělek (co-pilota)                   | Carlos Sergnese Mastelli (pilota) Lukas Sergnese Bermúdez (co-pilota) |
| 9-10 settembre 2021 | Mahle Eco Rally                       | 1,5          | Kia eNiro                                                                   | Škoda Citigo                                                        | Volkswagen eGolf                                                      |
| 1-3 ottobre 2021    | Eco Rallye Bilbao-Petronor            | 1,5          | Ricardo González Pozueta (pilota) José Manuel Salas Fuentevilla (co-pilota) | José Manuel Pérez Aicart (pilota) Javier Herrera Alejos (co-pilota) | Eneko Conde Pujana (pilota) Loren Serrano (co-pilota)                 |
| 1-3 ottobre 2021    | Eco Rallye Bilbao-Petronor            | 1,5          | Kia eSoul                                                                   | Hyundai Kona                                                        | Kia eNiro                                                             |
| 20-24 ottobre 2021  | eRallye Monte Carlo                   | 1,5          | Frédéric Lansiaux (pilota) Nicolas Buhot (co-pilota)                        | Franko Špacapan (pilota) Sebastjan Kobal (co-pilota)                | Didier Malga (pilota) Anne-Valérie Bonnel (co-pilota)                 |
| 20-24 ottobre 2021  | eRallye Monte Carlo                   | 1,5          | Volkswagen ID.4                                                             | Hyundai Kona                                                        | Porsche Taycan                                                        |
| 25-27 novembre 2021 | EcoDolomites GT                       | 1,5          | Didier Malga (pilota) Anne-Valérie Bonnel (co-pilota)                       | Kalin Dedikov (pilota) Petr Beneš (co-pilota)                       | Guido Guerrini (pilota) Artur Prusak (co-pilota)                      |
| 25-27 novembre 2021 | EcoDolomites GT                       | 1,5          | Kia eNiro                                                                   | Hyundai Kona                                                        | Kia eNiro                                                             |

## Classifiche

### Piloti
| Punti | Pilota (prime posizioni)                 |
| ----- | ---------------------------------------- |
| 91,5  | Eneko Conde Pujana                       |
| 61,5  | Didier Malga                             |
| 52,5  | Michal Žďárský, Carlos Sergnese Mastelli |
| 46,5  | Guido Guerrini                           |

### Co-piloti
| Punti | Co-pilota (prime posizioni) |
| ----- | --------------------------- |
| 91,5  | Loren Serrano               |
| 61,5  | Anne-Valérie Bonnel         |
| 52,5  | Jakub Nábělek               |
| 43,5  | Lukas Sergnese Bermúdez     |
| 36    | Pilar Rodas Andújar         |

### Costruttori
| Punti | Marca (prime posizioni) |
| ----- | ----------------------- |
| 147   | Kia                     |
| 130,5 | Volkswagen              |
| 90    | Hyundai                 |
| 36    | Peugeot                 |
| 30    | Škoda                   |